# 군공
군공(郡公)은 전근대 동아시아에서 군을 영지로 하사받은 공작위의 총칭으로, 국공보다는 낮고 현공보다는 높은 등급의 공작위이다. 조위대부터 명대까지 존속하였다.